# Chahsevar (schip, 1936)
Het dubbelschroef-motorjacht Chahsevar is gebouwd in opdracht van de Nederlandsche Maatschappij voor Havenwerken (NMH), Amsterdam, die bemiddelde voor de toenmalige sjah Reza Pahlavi van Iran. Het was een vervolgopdracht van de bouw van twee motorjachten van 14,50 meter – officieel “luxe motor-inspectievaartuigen” voor de havenwerken. Schepen die beide op tijd werden opgeleverd en per spoor naar Iran waren vervoerd. Deze schepen werden ontworpen door Ingenieursbureau voor de scheepsbouw H.W. de Voogt in Haarlem en ook het ontwerp van het jacht is van zijn hand. Bij de opdracht aan N.V. Boele's Scheepswerven & Machinefabriek, Bolnes werd bepaald dat het schip binnen een jaar in de Iraanse havenstad Pahlevi, aan de Kaspische Zee, opgeleverd moest worden.
Het jacht werd ongewoon luxe uitgevoerd. De Sjah en zijn gasten hadden hun verblijven in het achterschip. Een zit- en eetsalon met luxe tafels en stoelen, boekenkast, schrijfbureau, badkamers met warm en koud stromend water, centrale verwarming enz. enz. Het verblijf van de Sjah had een brede schouw met open haard en elektrisch schijnvuur. Daarboven hing een geschilderd portret van de man zelf. Alle verlichting was ingebouwd in gepolitoerde plafonds.
De 12 leden van de dekbemanning hadden een slaapverblijf met bad in het voorschip. Daar tussenin waren drie twee-persoonshutten met een badkamer voor het nautisch- en burgerpersoneel en twee keukens. 

## De bouw
Om tot een gunstige rompvorm te komen werden er in het Nederlandsch Scheepsbouwkundig Proefstation in Wageningen proeven gedaan. 
Het totale project werd uitgevoerd door zo’n 400 mensen, inclusief onderaannemers: 
- De motoren werden geleverd door Machinefabriek Gebr. Stork en Co. N.V. uit Hengelo
- De (luxe) binnenbetimmering werd uitgevoerd door de toen befaamde meubelmaker Koninklijke Nederlandsche Meubelfabriek H.P. Mutters en Zoon uit Den Haag.
- De elektrische installatie werd geïnstalleerd door Heemaf
- De radio- en radionavigatie apparatuur werd geplaatst door Philips
- Ook het schilderwerk werd uitbesteed.

## Het transport
Nadat het schip in Bolnes was gebouwd moest het via Leningrad en het Maria-kanaal naar Astrachan aan de Kaspische Zee door 42 sluizen worden gevaren. Omdat het op die route soms erg ondiep was werd besloten tot de bouw van een dok waarin het jacht dwars door de Sovjet-Unie gesleept kon worden. Het fungeerde als een scheepskameel. Dat leidt tot in feite twee opdrachten: bouwnummer 858 werd het jacht, de Chahsevar, bouwnummer 859 werd het dok, de Chotor. Het dok had een lengte van 69 meter, een breedte van 9,60 meter en een diepgang van 1,50 meter, inclusief het jacht.
Het dok werd naar Leningrad gesleept. Nadat op 4 juli 1936 de formele proefvaart van de Chahsevar plaats vond, in het bijzijn van onder andere de Minister van Sociale Zaken en twee Iraanse marine-officieren, captain Zell en 1st lieutenant engineer Zad, vertrok het schip een dag later ook achter een sleper van L. Smit en Co,’s Internationale Sleepdienst naar Leningrad. Daar werd het jacht het transportdok ingevaren. Tijdens het transport waren de masten en de schoorsteen al gedemonteerd. De reis door Rusland werd uitgevoerd door een Russische sleepdienst met Russische bemanning. Bij de monding van de Wolga werd het jacht uitgedokt en door een Nederlands-Perzische bemanning naar de bestemming gevaren. Op 9 december 1936, precies een jaar na het tekenen van het contract, werd het schip overgedragen aan de Shah.

## Marine

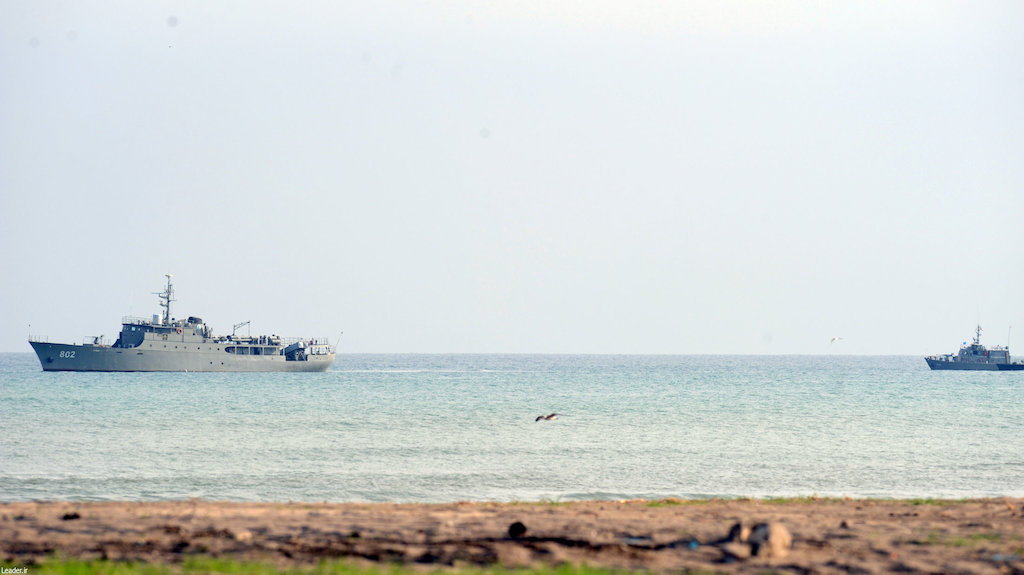
De 'Chahsevar' als Iraans oorlogsschip
802 Hamzeh

In de Tweede Wereldoorlog werd de Chahsevar het vlaggenschip van de Kaspische vloot van Iran, die uit vier schepen bestond. In augustus 1941 werd door de Britten en de Sovjet-Unie gezamenlijk een verrassingsaanval op Iran uitgevoerd, waarbij de Chahsevar tot zinken werd gebracht. Het jacht werd door de Russen gelicht en daarna gedurende de oorlog gebruikt als trainingsschip. Na de oorlog werd het aan Iran teruggegeven en de dan aangetreden Shah Mohammad Reza Pahlavi liet het in 1956 in Italië opknappen bij Cantiere navale del Muggiano.
In 1964 werd het schip opnieuw omgebouwd voor de marine voor het gebruik van C-802 anti-schip raketten en gestationeerd onder de naam 'Hamzeh' in de Kaspische Zee. Na nog een verbouwing vaart het sinds januari 1998 weer voor de moderne Iraanse marine.

## Trivia
Het schip heeft als model gediend voor het jacht Shéhérazade van de miljonair Rastapopoulos uit het Kuifje-album Cokes in voorraad.. 